# باول هوليس
باول هوليس (بالإنجليزية: Paul Hollis)‏ هو شخصية أعمال وعالم عملات وجمع العملات وسياسي أمريكي، ولد في 1 سبتمبر 1972 في الولايات المتحدة. حزبياً، نشط في الحزب الجمهوري. وقد انتخب عضو مجلس نواب لويزيانا.

## وصلات خارجية
- الموقع الرسمي